# Hermenegild

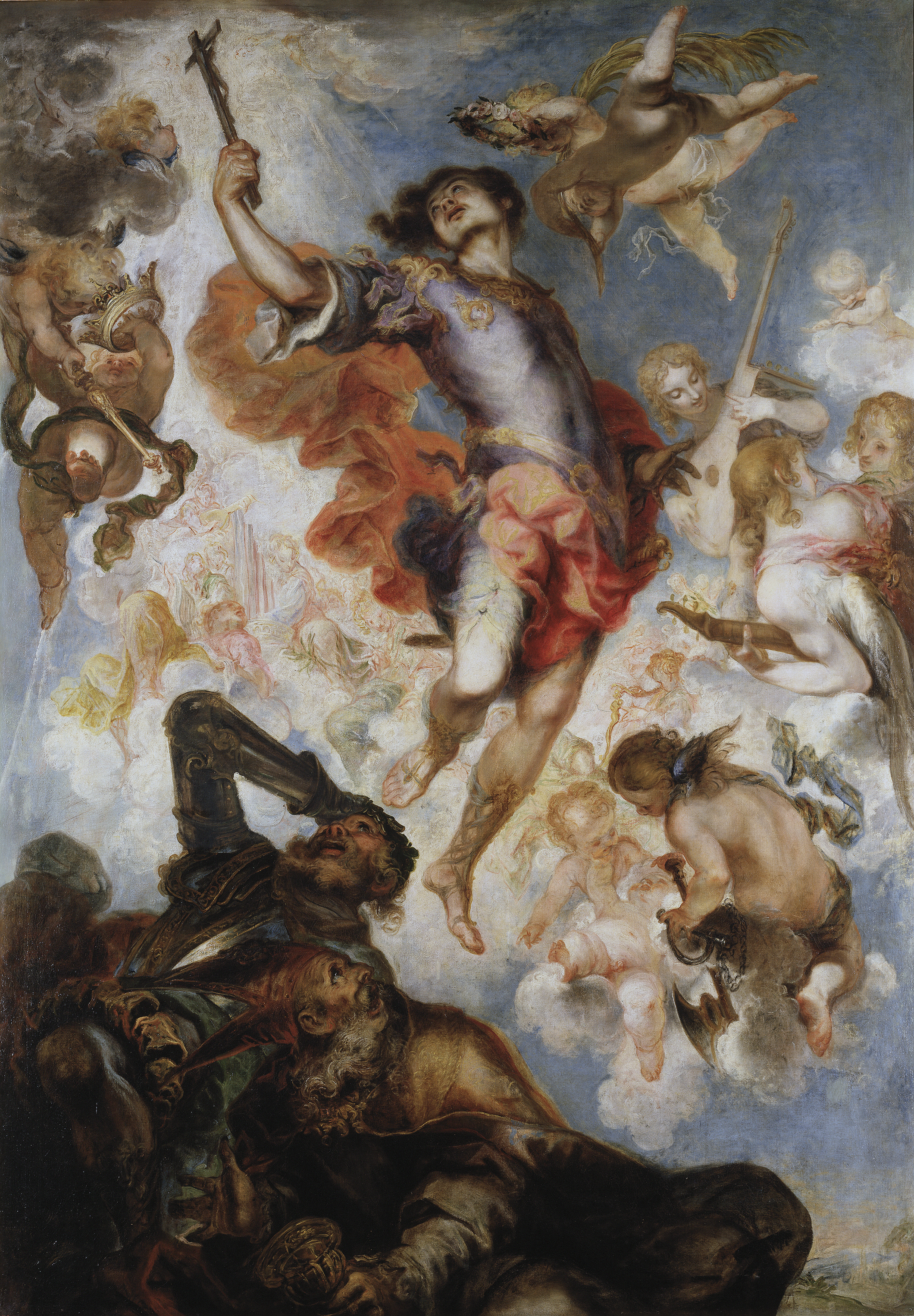
Triunfo de San Hermenegildo (1654), von Francisco de Herrera dem Jüngeren

Hermenegild († 13. April 585 in Tarragona) war ein westgotischer Königssohn. In der katholischen Kirche wird er als Märtyrer verehrt (Fest am 13. April).

## Leben
Hermenegild war der ältere der beiden Söhne des Westgotenkönigs Leovigild aus dessen erster Ehe. 573 erhob Leovigild ihn und seinen Bruder Rekkared zu Mitkönigen. Dies geschah wohl nach römisch-byzantinischem Vorbild in der Absicht, die Dynastie zu sichern und das Wahlrecht der Großen auszuschalten. Leovigild hing wie alle Westgotenkönige vor ihm dem Arianismus an, die Mehrheit seiner Untertanen war jedoch katholischen Glaubens. Im Jahr 579 verheiratete Leovigild Hermenegild mit der Katholikin Ingund, einer Tochter des Frankenkönigs Sigibert I. Ingund war trotz nachdrücklicher Aufforderungen der Königin Goswintha (Goiswintha) nicht bereit, zum Arianismus überzutreten. Goswintha war  Hermenegilds Stiefmutter und zugleich Ingunds Großmutter. Zur Milderung dieser Spannungen wurde Hermenegild von seinem Vater nach Sevilla geschickt, von wo er über den südlichen Teil des Westgotenreichs herrschen sollte.
Ingund fand Unterstützung beim katholischen Bischof Leander von Sevilla. Unter Leanders Einfluss trat Hermenegild öffentlich zum katholischen Glauben über. Außerdem begann er 579 einen Aufstand gegen seinen Vater. In der Forschung ist umstritten, welches dieser beiden Ereignisse zuerst geschah und ob eines von ihnen die Ursache des anderen war oder kein ursächlicher Zusammenhang zwischen ihnen bestand. Möglicherweise gab es im südlichen Hispanien bereits Sezessionstendenzen. Hermenegild fand jedoch kaum Unterstützung. Daher bemühte er sich um den Beistand der Franken und paktierte mit den Sueben unter Miro (im Nordwesten Hispaniens, siehe Königreich der Sueben) sowie mit den Oströmern der Provinz Spania. Er trat den Oströmern sogar die Stadt Córdoba ab, bekam jedoch von ihnen keine wirksame Hilfe. Leovigild strebte zunächst eine friedliche Lösung an, obwohl Hermenegild eigene Goldmünzen prägte, sich wie ein eigenständiger Herrscher verhielt und als Vorkämpfer des Katholizismus auftrat. Schließlich ging Leovigild mit einer überlegenen Streitmacht gegen seinen aufständischen Sohn vor. Ab 582 unterwarf er in knapp zwei Jahren die abgefallenen Gebiete. 583 begann er die Belagerung Sevillas und überwand die Sueben. Córdoba kaufte er von den Oströmern zurück. Anfang 584 kapitulierte Hermenegild. Ingund fand mit Hermenegilds Sohn Athanagild im oströmischen Machtbereich Zuflucht. Sie starb in Afrika, Athanagild wurde nach Konstantinopel gebracht.
An dem Aufstand ist auffällig, dass Hermenegild sich durchgängig defensiv verhielt. Er unternahm keinen Versuch, seinen Vater zu entmachten und seine Herrschaft über das Gebiet hinaus auszudehnen, das Leovigild ihm ursprünglich zugewiesen hatte. Seine Absichten sind unklar; anscheinend war das Ziel des kaum durchdachten, mit unzureichenden Mitteln begonnenen Unternehmens eine Sezession.
Hermenegild blieb in Haft. 585 wurde er ermordet, angeblich weil er sich weigerte, zum Arianismus zurückzukehren. Die Hintergründe der Tat bleiben unklar, und es ist unsicher, ob sein Vater den Mordbefehl gab.

## Nachwirkung
Als nach dem Tod Leovigilds (586) Rekkared an die Macht kam und im folgenden Jahr zum Katholizismus übertrat, wurde Hermenegild nicht rehabilitiert oder gar als Glaubenskämpfer gefeiert. Papst Gregor der Große pries ihn als Märtyrer, aber im Westgotenreich teilte man diese Auffassung nicht. Hermenegild wurde nicht in positivem Sinn erwähnt (nicht einmal seitens der Bischöfe), katholische Geschichtsschreiber wie Johannes von Biclaro und Isidor von Sevilla betrachteten ihn als Rebellen und „Tyrannen“ (also Usurpator). Man missbilligte seinen Aufstand, das Anzetteln des Bürgerkriegs und wohl auch das Bündnis mit feindlichen Mächten. Auch der zeitgenössische gallo-römische Historiker Gregor von Tours verurteilte Hermenegilds Verhalten scharf und meinte, dass der Sohn dem Vater Gehorsam schuldete, obwohl dieser als Arianer ein Häretiker war.
Erst im Hochmittelalter breitete sich in Spanien der Kult Hermenegilds als Märtyrer aus. Der Festtag für seine kultische Verehrung wurde für Spanien erst 1586 von Papst Sixtus V. genehmigt. Dies geschah auf Drängen König Philipps II., der ein eifriger Verehrer Hermenegilds war und einen Teil von dessen Reliquien besaß. 1636 wurde der Hermenegild-Kult offiziell für die Weltkirche eingeführt. In der Kunst wird Hermenegild zumeist in herrschaftlicher Kleidung gezeigt, wobei er Palme und Beil als Symbole für sein Martyrium trägt. Seine Gedenktage sind der 13. April (katholisch) beziehungsweise der 1. Januar und der 1. November (orthodox).
König Ferdinand VII. von Spanien schuf 1815 den Orden des heiligen Hermenegild (Real y Militar Orden de San Hermenegildo).